# Brachytron pratense
Brachytron pratense là loài chuồn chuồn trong họ Aeshnidae. Loài này được Müller mô tả khoa học đầu tiên năm 1764.

## Hình ảnh

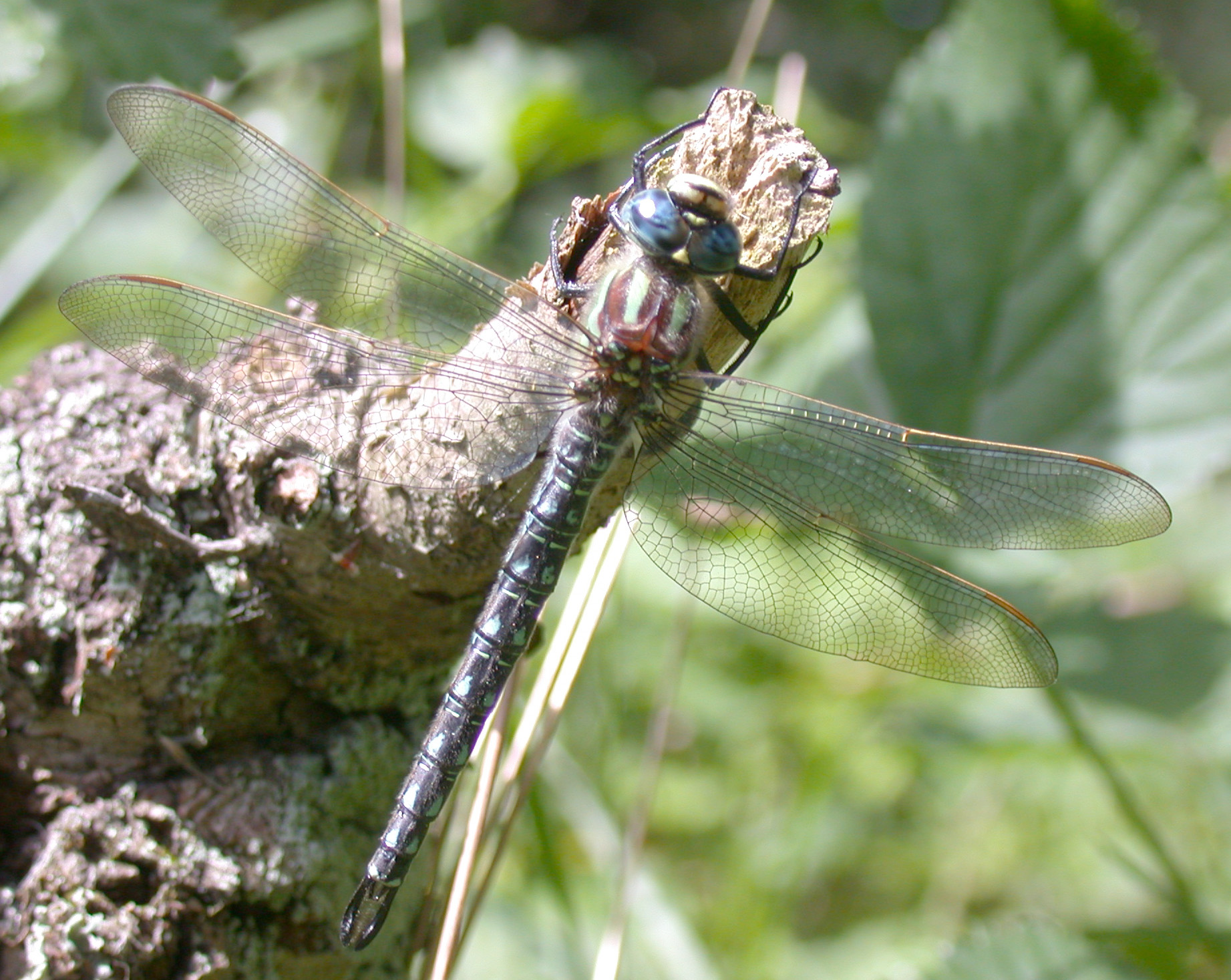
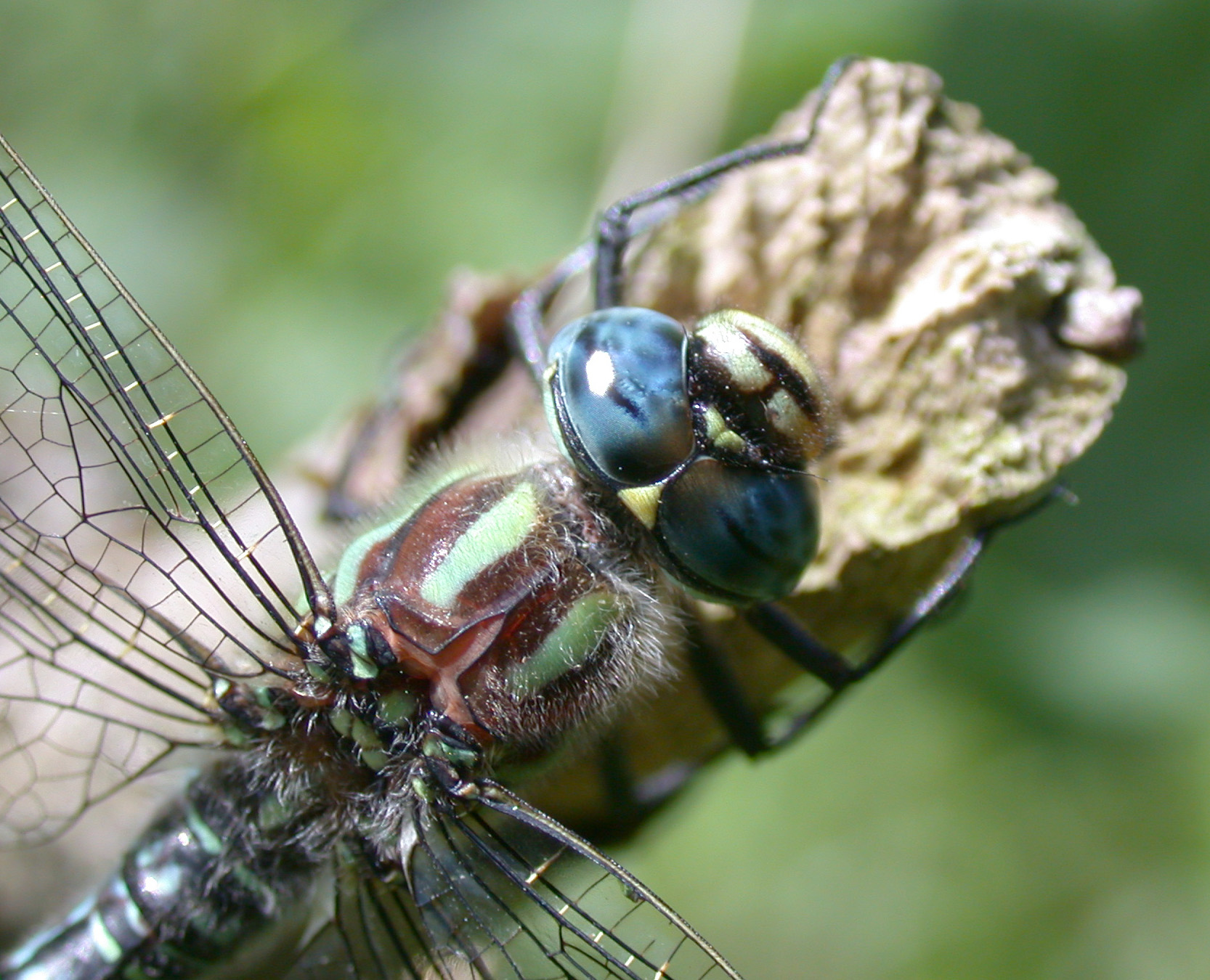
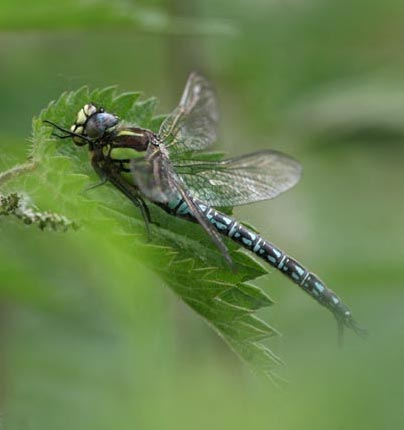
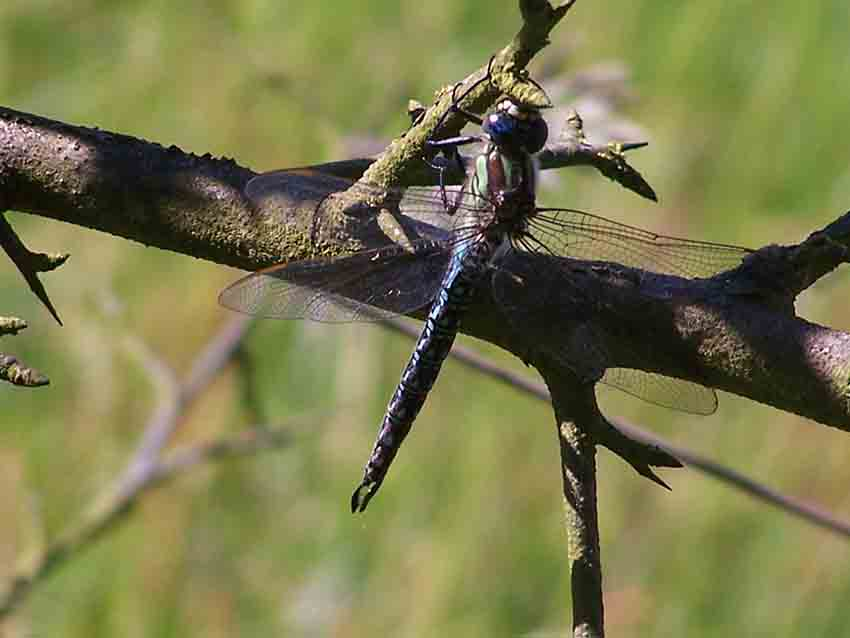